# San Bartolo de Berrios
San Bartolo de Berrios es una localidad del estado mexicano de Guanajuato. Es parte del municipio de San Felipe.

## Toponimia
El nombre «San Bartolo» hace referencia al santo patrono de la localidad: Bartolomé el Apóstol.

## Demografía
| Gráfica de evolución demográfica |
|                                  |

| Censo | Población |
| ----- | --------- |
| 1900  | 1 273     |
| 1910  | 805       |
| 1921  | 946       |
| 1930  | 1 117     |
| 1940  | 1 332     |
| 1950  | 1 872     |
| 1960  | 1 836     |
| 1970  | 1 907     |
| 1980  | 2 319     |
| 1990  | 3 409     |
| 2000  | 4 232     |
| 2010  | 5 899     |
| 2020  | 7 133     |